# Věra Bílá
Věra Bílá (ur. 22 maja 1954 w Rokycanach, zm. 12 marca 2019 w Pilznie) – czeska piosenkarka pochodzenia romskiego. Nazywana była „Ellą Fitzgerald cygańskiej muzyki”.

## Kariera
Bílá śpiewała od wczesnego dzieciństwa z towarzyszeniem zespołu złożonego ze swoich krewnych. Światową sławę przyniosły jej albumy Rom-Pop i Queen of Romany.

## Dyskografia
- Rom-Pop (1996)
- Kale Kalore (1998)
- Queen of Romany (2000) złota płyta
- Rovava (2002)
- C’est comme ca (2006)

## Single
- „E daj nasval’i” (1996)
- „Pas o panori” (1998)
- „Ma dža nikhaj” (1998)
- „Loľi Ruže” (2000)
- „Amen” (gośc. Gipsy Kings & Kayah) (2002)
- „Acalarka” (2002)
- „Świat zza krat” (gośc. Maciej Maleńczuk) (2002)